# Google ツールバー
Google ツールバー（グーグル ツールバー）は、かつてGoogleが提供していたInternet Explorer向けの検索用ツールバー。Mozilla Firefox向けにはアドオン（拡張機能）が提供されていた。
Googleの各種サービスをツールバーから直接利用できたほか、ポップアップブロック等の機能も搭載していた。

## 歴史
2000年12月11日、Internet Explorer 5（Windows）向けにリリースされた。
2005年7月7日にはMozilla Firefox向けにアドオン（拡張機能）がリリースされたが、2011年7月19日にGoogleはFirefox 5以降に対応させる予定がないとして提供を終了した。
2021年12月まではInternet Explorer 11（Windows 10まで）でも利用可能だったが、その後Internet Explorer向けのツールバーについても提供を終了した（Internet Explorerについても2022年6月16日でサポートが完全に終了しており、Windowsの標準ウェブブラウザもMicrosoft Edgeに実質的に移行）。GoogleはヘルプサイトにてGoogle ツールバーがインストールできなくなったとして、代わりにウェブブラウザのGoogle Chromeのインストールを推奨している。

## 機能

### Internet Explorer版
Internet Explorer（Windows版）でのみ使用可能だった。履歴を記憶したりキーワードをハイライトしたりできる検索機能、マウスオーバー辞書、PageRankの参照、ポップアップブロックなどを搭載している。

### Mozilla Firefox版
Mozilla Firefox向けのアドオン（拡張機能）。Windows、macOS、Linuxの各OSに対応していた。前述した通り、2011年7月をもって提供終了。主な機能や設定画面の構造はInternet Explorerと同一だったが、Firefoxに最適化された仕様となっているため細部の機能が以下の通り異なっていた。
- ポップアップブロック機能 - Firefoxそのものがポップアップブロック機能を搭載していたため、この機能は省略されている。
- フィッシング詐欺警告機能 - Firefoxの1.5系列まで利用可能だったが、Firefox 2.0以降はこの機能が搭載されているためオプションは表示されなくなった。
- フィードリーダー機能 - IE版のGoogle ツールバー バージョン4以降にも存在した機能だが、Firefox版ではFirefoxのライブブックマーク等とも連携可能だった。Firefox 2.0に同等の機能が装備されたため、Firefox版Google ツールバーバージョン3以降はFirefox 2.0にインストールするとこの機能が無効化されるようになっていた。

## その他
OperaのWidgetにもGoogle Toolbarと呼ばれるものが存在していたが、これはGoogleが公式に提供するものではなく、機能も公式版とは異なるものであった。